# Laurence de Charette
Laurence de Charette de La Contrie, née le 4 août 1969, est une journaliste, éditorialiste et essayiste française. Depuis 2022, elle est directrice adjointe de la rédaction du Figaro.

## Biographie

### Famille
Fille d'Hervé de Charette, ministre des affaires étrangères de 1995 à 1997, Laurence de Charette descend du roi Charles X par le duc de Berry, de l'académicien Pierre Girauld de Nolhac[réf. nécessaire] et de Louis Marin Charette de La Contrie, le frère du général vendéen François Athanase Charette de La Contrie.[réf. nécessaire]

### Études
Laurence de Charette fait ses études au sein du lycée Janson-de-Sailly, établissement public prestigieux situé dans le 16e arrondissement de Paris. Elle est titulaire d’une maîtrise de droit et d’économie et d’un diplôme de journalisme de l’Institut européen de journalisme (IEJ).

### Carrière journalistique
Elle travaille pendant 8 ans au Parisien avant de  rejoindre le service Société du Figaro en 2001 en tant que journaliste.
En 2012, elle devient rédactrice en chef adjointe du service Société du Figaro, puis directrice de la rédaction du site Figaro.fr en 2014. Elle rédige régulièrement les éditoriaux du quotidien Le Figaro au cours des années 2010 et 2020, en alternance avec Alexis Brézet, Vincent Trémolet de Villers, Gaëtan de Capèle, Philippe Gélie et Yves Thréard.
En juillet 2022, Laurence de Charette est nommée directrice adjointe de la rédaction, de l’audiovisuel et des réseaux sociaux du groupe Figaro. Elle pilote les activités audiovisuelles du groupe en cours avec Le Figaro Live et en développement (TNT et DAB),.

### Parcours spirituel
Malgré ses origines familiales profondément ancrées dans le catholicisme, Laurence de Charette ne se convertit que sur le tard, en 2020, à l'âge de 50 ans. Elle est baptisée et fait sa première communion, mais elle est scolarisée à l'école publique. Ne croyant pas en Dieu, elle refuse de faire sa profession de foi. 
Elle découvre la Foi chrétienne sur le tard, sur la tombe d'un ami. Pour témoigner de cette expérience, Laurence de Charette publie en 2023 À la grâce de Dieu (éd. du Laurier), dans lequel elle invite à la découverte de l'existence de Dieu dans la Bible, mais aussi dans nos vies quotidiennes. Ce livre a reçu un prix[Lequel ?] remis par Dominique Rey, évêque de Fréjus-Toulon.

## Ouvrages
- Laurence de Charette et Marie-Christine Tabet, EDF, un scandale français, Paris, Robert Laffont, 2004 (ISBN 2-221-10219-3).
- Laurence de Charette et Denis Boulard, Les notaires, Paris, Robert Laffont, 2010 (ISBN 2221114647).
- Laurence de Charette, À la grâce de Dieu, Paris, éd. du Laurier, 2023 (ISBN 9782864955450).